# Aethopyga bella
El suimanga hermoso (Aethopyga bella) es una especie de ave paseriforme de la familia Nectariniidae. Es endémica de Filipinas.
Su hábitat natural son las selvas húmedas de las tierras bajas, subtropicales o tropicales y zonas húmedas de montaña subtropical o tropical.

## Subespecies
Se reconocen las siguientes:
- A. b. flavipectus Ogilvie-Grant, 1894 - norte de Luzón (norte de Filipinas)
- A. b. minuta Bourns & Worcester, 1894 - centro y sur de Luzón, Polillo, Marinduque y Mindoro (norte de Filipinas)
- A. b. rubrinota McGregor, 1905 - Lubang (norte de Mindoro en el norte de Filipinas)
- A. b. bella Tweeddale, 1877 - este y sur de Filipinas
- A. b. bonita Bourns & Worcester, 1894 - centro-oeste de Filipinas
- A. b. arolasi Bourns & Worcester, 1894 - Archipiélago de Joló (sudoeste de Filipinas)